# Тавариш (Риу-Гранди-ду-Сул)
Тавариш (порт. Tavares) — муниципалитет в Бразилии, входит в штат Риу-Гранди-ду-Сул. Составная часть мезорегиона Агломерация Порту-Алегри. Входит в экономико-статистический микрорегион Озориу. 
Население муниципалитета составляет, по данным переписи 2022 года, 5212 человек, плотность населения — 8,54 чел./км². Занимает площадь 610,106 км². 

## История
История поселения началась с прибытия бригадира Жозе да Силва Паеса в 1737 году, основавшего форт Иисус Мария Жозе на южной стороне канала Рио-Гранде.
Название муниципалитета происходит от фамилии полковника Антониу да Силва Тавареш, землевладельца этих земель в начале колонизации. 
Возведён в категорию муниципалитета с названием Тавареш 12.05.1982 года, в результате отделения от муниципалитета Мостардас.

## Статистика
- Валовой внутренний продукт на 2003 год составляет 37 688 124,00 реала (данные: Бразильский институт географии и статистики).
- Валовой внутренний продукт на душу населения на 2003 год составляет 6916,52 реала (данные: Бразильский институт географии и статистики).
- Индекс развития человеческого потенциала на 2000 год составляет 0,761 (данные: Программа развития ООН).